# Scott Snyder
Pour les articles homonymes, voir Snyder.
Scott Snyder (né en 1976) est un scénariste américain de comics, notamment connu pour son travail sur American Vampire, Detective Comics, Batman, Swamp Thing ou The Wake.

## Biographie
Après ses études en 1998, Scott Snyder part pour Orlando en Floride et cherche à être engagé par le journal The Weekly World News. Comme il n'est pas accepté, il postule pour un poste au parc Disney. Là il exerce plusieurs fonctions : personnel de nettoyage, acteur dans le rôle de Buzz l'éclair, etc. Il reprend ensuite ses études et passe un diplôme en écriture de fiction à l'université Columbia. Il y rencontre sa femme et obtient un poste d'enseignant. Parallèlement, il écrit des nouvelles et qu'il parvient à faire publier par Dial Press sous le titre Voodoo Heart. Le recueil reçoit un très bon accueil critique et deux de ses œuvres sont choisies par Stephen King pour être inscrites dans la liste des meilleures nouvelles de l'année 2007. Il travaille ensuite chez Barnes & Noble puis donne des cours de rédaction à l'université. Il commence sa carrière d'auteur de comics en écrivant American Vampire pour DC Comics dans la collection Vertigo. Ayant présenté son projet à Stephen King, celui-ci lui propose de participer à l'écriture du comics, ce qui facilite l'accueil de la série par DC. Cependant, avant que cette série ne sorte, Scott Snyder écrit quelques histoires pour Marvel Comics. Son premier comics publié est donc une aventure de la Torche humaine parue en juillet 2009. Cette histoire est suivie d'une mini-série intitulée Iron Man Noir. Le premier numéro d'American Vampire sort en mai 2010. Par la suite, il est sollicité par DC pour écrire des comics se situant dans l'univers DC et choisit Batman. Il devient donc le scénariste de Detective Comics. Il continue d'écrire des romans et en 2011 paraît The Goodbye Suit, publié par Dial Press. En 2012, il devient le scénariste de Swamp Thing et en 2013, avec Jim Lee, il lance un nouveau comics : Superman unchained.

## Récompenses
- 2011 : prix Eisner de la meilleure nouvelle série pour American Vampire, d'après Stephen King (avec Rafael Albuquerque)[8]
- 2011 : prix Harvey de la meilleure nouvelle série pour American Vampire (avec Rafael Albuquerque)[9]
- 2012 : prix Eagle du meilleur scénariste[10]
- 2012 : prix Stan Lee de la meilleure série (Detective Comics)[11] et du meilleur scénariste[12]
- 2012 : prix Stan Lee de l'homme de l'année[12]
- 2014 : prix Eisner de la meilleure mini-série pour The Wake (avec Sean Murphy)[13]
- 2019 : prix Inkpot, pour l'ensemble de sa carrière[14].
- 2023 : Prix Eisner de la meilleure bande dessinée en ligne pour Barnstormers (avec Tula Lotay)[15]

## Publications en français

### SérieAmerican Vampire
- 1 Sang neuf, Panini Comics, février 2011
Scénario : Scott Snyder - Dessin : Rafael Albuquerque
- 2 Le Diable du désert, Panini Comics, octobre 2011
Scénario : Scott Snyder - Dessin : Rafael Albuquerque, Mateus Santolouco
- 3 American Vampire Legacy : Sélection naturelle, Urban Comics, avril 2012
Scénario : Scott Snyder - Dessin : Sean Murphy
- 4 American Vampire Legacy : Le Réveil du monstre, Urban Comics, mai 2013
Scénario : Scott Snyder - Dessin : Dustin Nguyen

### SérieBatman
- 1 Sombre reflet, Urban Comics, février 2012
Scénario : Scott Snyder - Dessin : Jock, Francesco Francavilla
- 2 La Cour des hiboux, Urban Comics, juin 2012
Scénario : Scott Snyder - Dessin : Greg Capullo
- 3 La Nuit des hiboux, Urban Comics, avril 2013
Scénario : Scott Snyder - Dessin : Greg Capullo
- 4 Le Deuil de la famille, Urban Comics, février 2014
Scénario : Scott Snyder - Dessin : Greg Capullo
- 5 L'an zéro - première partie, Urban Comics, juin 2014
Scénario : Scott Snyder - Dessin : Greg Capullo
- 6 L'an zéro - deuxième partie, Urban Comics, février 2015
Scénario : Scott Snyder - Dessin : Greg Capullo
- 7 Passé, présent, futur, Urban Comics, juin 2015
Scénario : Scott Snyder - Dessin : Greg Capullo
- 8 La mascarade, Urban Comics, novembre 2015
Scénario : Scott Snyder - Dessin : Greg Capullo
- 9 La relève - 1re partie, Urban Comics
Scénario : Urban comics - Dessin : Scott Snyder - Couleurs : Greg Capullo
- 10 La relève - 2e partie, Urban Comics
Scénario : Urban Comics - Dessin : Scott Snyder - Couleurs : Greg Capullo

#### SérieBatman Eternal
- 1 Batman Eternal, Urban Comics,  mars 2015
Scénario : Scott Snyder - Dessin et couleurs :

### SérieSwamp Thing(Renaissance DC)
- 1 De sève et de cendres, Urban Comics, octobre 2012
Scénario : Scott Snyder - Dessin : Yanick Paquette
- 2 Liens et racines, Urban Comics, avril 2013
Scénario : Scott Snyder - Dessin : Yanick Paquette

### SérieIron Man
- 1 Iron Man noir : la quête du cœur, Panini Comics, avril 2011
Scénario : Scott Snyder - Dessin : Manuel Garcia

### Autres
- Severed , Urban Comics, avril 2013
Scénario : Scott Snyder - Dessin : Attila Futaki
- The Wake, Urban Comics, janvier 2015
Scénario : Scott Snyder - Dessin : Sean Murphy
- Wytches, Urban Comics, novembre 2015
Scénario : Scott Snyder - Dessin : Jock
- Joker Renaissance, Urban Comics
Scénario : Scott Snyder - Dessin : Greg Capullo - Couleurs :  septembre
- Nocterra, Delcourt, janvier 2022 Scénario : Scott Snyder - Dessin : Tony S.Daniel